# Melanocercops ficuvorella
Melanocercops ficuvorella är en fjärilsart som först beskrevs av Katsumi Yazaki 1926.  Melanocercops ficuvorella ingår i släktet Melanocercops och familjen styltmalar. Inga underarter finns listade i Catalogue of Life.